# Little Missouri River Bridge
Die Little Missouri River Bridge (auch bekannt als Nachitoch Bluff Bridge) ist eine historische ehemalige Straßenbrücke, die Clark County und Nevada County im US-Bundesstaat Arkansas, Vereinigten Staaten verband. Sie befindet sich unweit von Prescott auf der County Road 479 (Bunn Road), flussaufwärts des Little Missouri River, abseits des Interstate 30. Der Architekturstil ist in Truss bridge gehalten. Die Brücke überspannt den Little Missouri River.
Die Little Missouri River Bridge wurde zwischen 1907 und 1910 von der Morava Construction Company aus Chicago errichtet und 1980 saniert. 1996 wurde die Brücke komplett außer Betrieb genommen. Die durchschnittliche Fahrzeugüberquerung betrug 23 Meter (letzter Stand 1987). Die Gesamtspannweite der Brücke beträgt 53,9 Meter, ihre Gesamtlänge 95,4 Meter. Die innere Breite beträgt 4,4 Meter und die vertikale Höhe 4,25 Meter. Das Fundament besteht aus Stahl, weitere Baustoffe der Brücke sind Beton und Stahl.
Die Little Missouri River Brücke wurde am 9. April 1990 vom National Register of Historic Places mit der Nummer 90000536 als historisches Denkmal registriert.